# 宝塔肩棘螺
宝塔肩棘螺（学名：Latiaxis pagodus）是海螺的的一個物種，舊屬新腹足目珊瑚螺科Latiaxis屬，今屬新腹足類骨螺總科骨螺科珊瑚螺亞科的花仙螺屬。主要分布于印度尼西亚、中国大陆、台湾，常栖息在潮下带。

## Description
The height of the shell varies between 20 mm and 42 mm.

## 分佈
本物種分佈於日本、台灣、菲律賓及澳大利亞北部的外海。